# Albizia gillardinii
Albizia gillardinii är en ärtväxtart som beskrevs av Georges Charles Clément Gilbert och Raymond Boutique. Albizia gillardinii ingår i släktet Albizia och familjen ärtväxter. Inga underarter finns listade i Catalogue of Life.